# Puente de Oneida

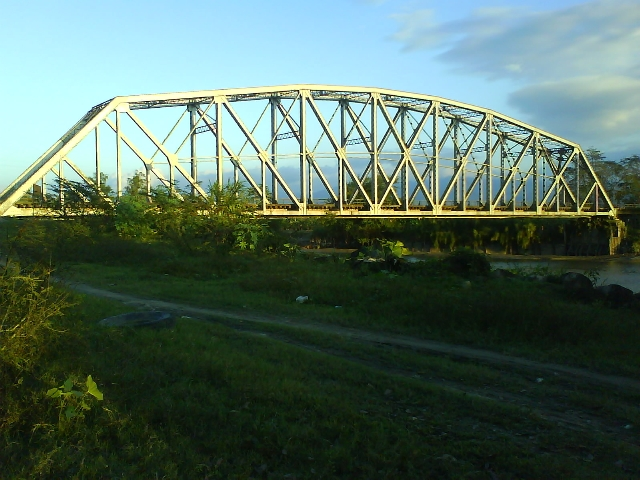
Oneida

El Puente de Oneida es una estructura ubicada en la aldea de Oneida, Morales (Izabal), República de Guatemala. Toda la construcción está hecha de acero, la cual contiene 4 pilares de cemento, dos de cada lado, para darle soporte. La construcción esta remachada, no contiene tornillos. El Puente de Oneida permite a los habitantes del municipio cruzar el río Bobos del Jute, que colinda con las fluencias de las jurisdicciones territoriales de Honduras. El Puente de Oneida es un medio de enlace entre varias aldeas con el pueblo de Bananera, permitiendo el paso de transporte pesado para la exportación de productos.

## Historia
El Puente de Oneida tiene aproximadamente 100 años, ya que era una necesidad para entrar a fincas, como Puntarrieles, Finca la 20 y más aldeas. Según algunos historiadores[¿quién?], su año de construcción fue en 1919. 

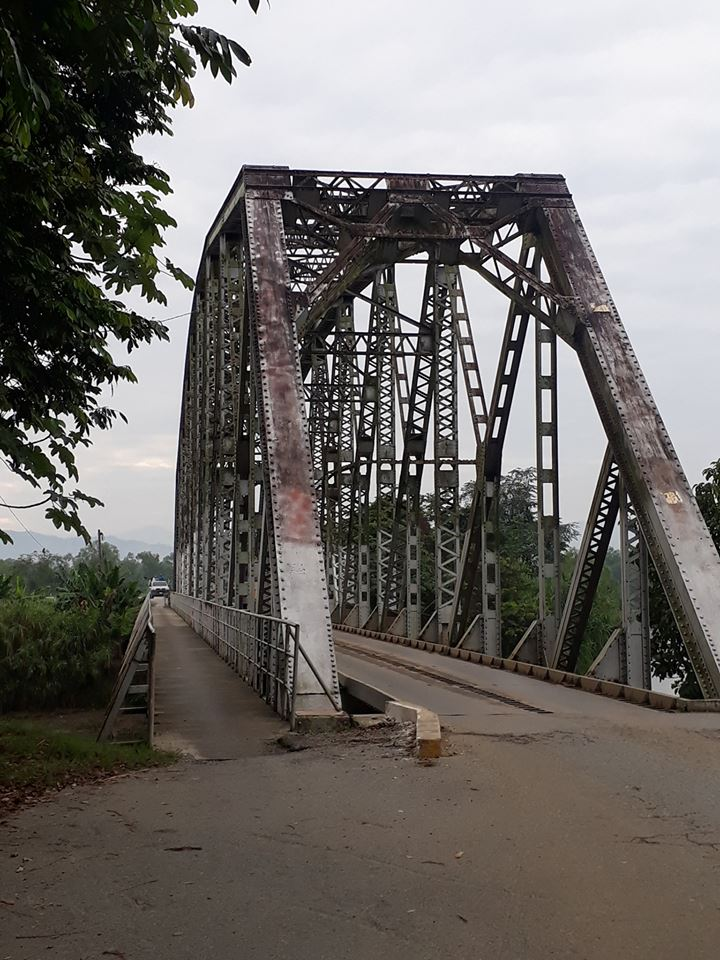
Puente de Oneida

En 1904, la UFCO (United Fruit Company) estableció relación con el área de Oneida para la producción de plátano y banano, extendiéndose hacia las aldeas con mejor tierra para plantar. El Puente de Oneida fue un punto clave para la UFCO.  
En 1929, 10 años después de la construcción del Puente de Oneida, se empezó la obra para hacer el Puente de Playitas, dado que, por las plantaciones de banano, la UFCO abrió el ramal de bobos.

## Características
El Puente de Oneida tiene una capacidad aproximada de 70 toneladas. Permite el paso de vehículos como automóviles, buses, motos y transporte pesado como tráileres y maquinaria de construcción. El puente cuenta con una separación que permite a los habitantes caminar sin necesidad de usar la parte donde cruzan los vehículos. Algunos motoristas usan esa parte para cruzar más rápido. 
En 2015 el Puente de Oneida fue remodelado, ya que la base construida con madera estaba en muy malas condiciones y ocasionaba inseguridad por parte de los conductores. Ahora, consta de un suelo sólido basado en una plataforma de acero.  

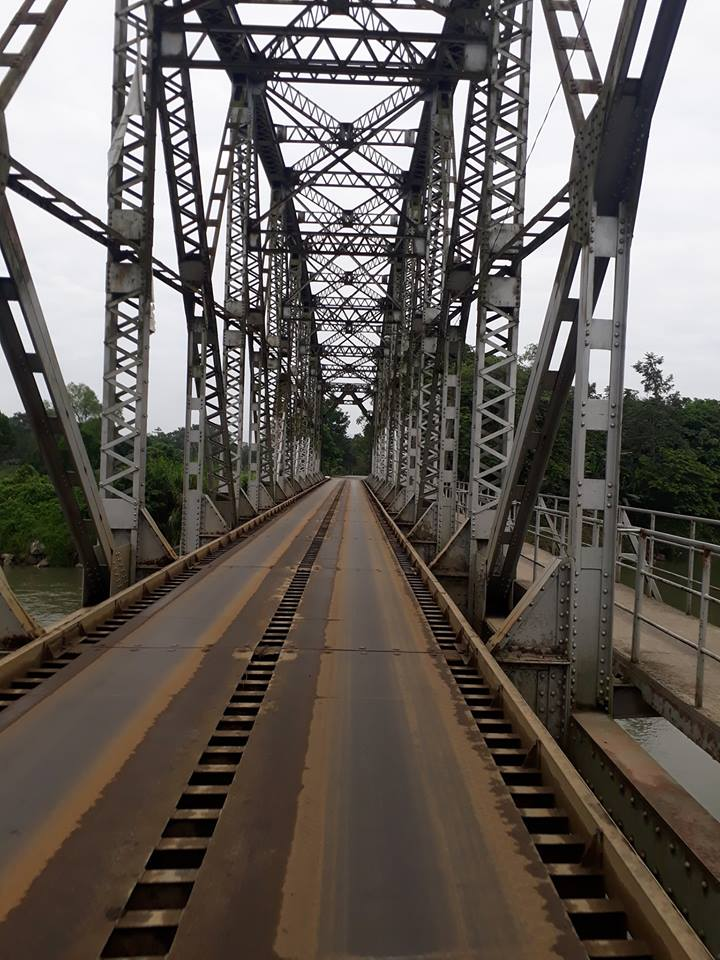
Puente de Oneida, 2018

El Puente de Oneida también es considerado un paisaje del municipio de Morales. Llama la atención por parte de los turistas debido a que los locales en días soleados se tiran al río desde él. El Puente de Oneida también es reconocido por haber sobrevivido el terremoto de 1976.